# Oligosita erythrina
Oligosita erythrina är en stekelart som beskrevs av Lin 1994. Oligosita erythrina ingår i släktet Oligosita och familjen hårstrimsteklar. Inga underarter finns listade i Catalogue of Life.